# Combat de la Penissière
Guerre de Vendée et Chouannerie de 1832
Batailles
- Chanay
- Toucheneau
- Maisdon
- Le Chêne
- La Penissière
- Riaillé
- Saint-Aubin-des-Ormeaux

Le combat de la Penissière se déroule le 6 juin 1832 lors de l'insurrection légitimiste de 1832 à La Bernardière (Vendée).

## Prélude
La nuit du 5 au 6 juin 1832, la garnison de Clisson est avertie qu'une bande de Vendéens se trouve au château de la Penissière, dans la commune de La Bernardière. À l'aube, Bureau-Robinière, le commandant de la garde nationale, met les troupes en mouvement. Quatre compagnies de la garde nationale, une compagnie de gendarmes, et quatre compagnies d'un bataillon du 29e régiment d'infanterie de ligne convergent vers la Penissière. Une colonne arrive par La Bernardière, l'autre par Treize-Septiers. Les Vendéens quant à eux passent la nuit à fabriquer des cartouches.
Les légitimistes sont commandés par Eugène de Girardin, le chef de la division de Clisson, Louis de Chevreuse et Athanase de Guinefolle. Estimés à 150 ou 200 hommes par les orléanistes, les Vendéens ne sont que 52 ou 60 selon Émile Gabory et 45 d'après le rapport de Girardin. 
Le nombre des soldats orléanistes qui participent au combat n'est pas connu avec exactitude. L'historien légitimiste Jacques Crétineau-Joly avance 1 200 hommes, le général philippiste Dermoucourt parle de seulement 200 soldats. Présent lors du combat contrairement à Dermoncourt, le garde national Gautret donne entre 500 et 600 hommes face à 60 Vendéens. Girardin dans son rapport chiffre les forces orléanistes entre 800 et 900 hommes.

## Déroulement

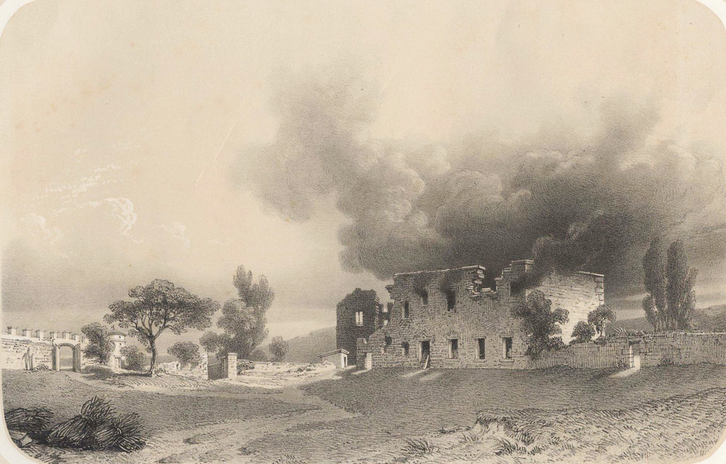
Château de la Pénissière, dessin de Thomas Drake et lithographie d'Henri Daniaud, 1860.

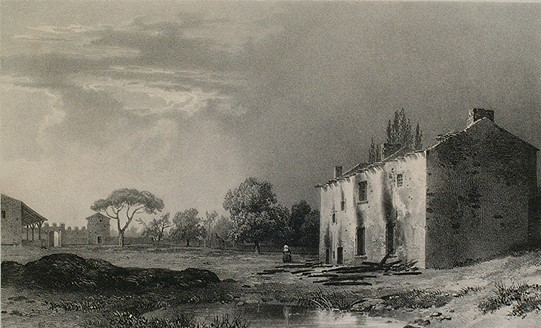
Vue de la Pénissière près Clisson, lithographie d'	Auguste Victor Deroy et Charles Motte, XIXe siècle.

À l'arrivée des soldats, vers onze heures du matin, les Vendéens se postent derrière le mur qui sépare le jardin de la cour intérieure, mais les Orléanistes parviennent à franchir le mur d'enceinte et les défenseurs sont refoulés à l'intérieur du logis. Les soldats s'emparent du pavillon, de la ferme et des ruines de la chapelle, ils se postent derrière les murs du jardin et de la cour, où ils pratiquent des créneaux, restant le moins possible à découvert,.  
Les Orléanistes décident alors de mettre le feu au logis. Les portes sont enfoncées à coup de hache, puis des fagots et des genêts sont jetés à l'intérieur. Un garde national pose une échelle contre le mur, puis accumule les fascines sur la toiture avant d'y mettre le feu. À l'extérieur, une trentaine de paysans tentent d'intervenir, alertés par le son des cornes des assiégés, mais ils sont rapidement repoussés.
Les Orléanistes tentent alors d'emporter la position à la baïonnette, mais retranchés au premier étage et armés d'espingoles, les Vendéens font un feu nourri. Les soldats qui pénètrent dans le logis se retrouvent sous le feu des défenseurs qui ont pratiqué des meurtrières dans le plancher. L'assaut est repoussé, mais le feu continue de gagner. Malgré plusieurs sommations, les légitimistes refusent de se rendre,. 
En fin d'après-midi, pressés par les flammes, les Vendéens tentent une sortie. Ils sortent par les fenêtres du côté du bâtiment le moins bien gardé et se font glisser au sol grâce aux branches d'un pêcher. Ils foncent alors sous les balles des soldats philippistes à travers une prairie à demi inondée. La plupart parviennent à s'échapper et à s'évanouir dans la campagne. Cependant sept légitimistes sont tués lors de la percée et huit autres restent bloqués à l'intérieur du château,. 
La fusillade dure encore une heure avec les derniers assiégés, mais ces derniers finissent par se retrouver à court de munitions. Lorsque les tirs cessent, les orléanistes croient que les derniers défenseurs sont finalement morts brûlés vifs. Selon Émile Gabory, à la fin de l'incendie, un grenadier s'aventure dans les ruines pour vérifier. Il les découvre en vie, mais pris de pitié, il les épargne et les troupes orléanistes peuvent ensuite évacuer les lieux. Les huit rescapés rejoignent ensuite Girardin à Treize-Septiers.

## Les pertes
Dans son rapport, Eugène de Girardin estime les pertes orléanistes à 150 ou 180 tués ou blessés, d'après un « calcul approximatif ». Les auteurs légitimistes donnent également des bilans élevés : 200 morts selon Auguste Johanet, 250 selon Edmond Biré.
Cependant le lendemain du combat, le maire de Clisson donne un bilan de cinq morts et dix blessés dans une lettre au préfet. Le Moniteur parle également de cinq morts. Le garde national Gautret évoque une perte de 13 ou 14 hommes. Le registre de Clisson mentionne l'inhumation le 7 juin de quatre soldats du 29e régiment d'infanterie de ligne.
De leur côté, les Vendéens ont laissé sept morts selon Émile Gabory, dont Emmanuel de Girardin, frère d'Eugène. Ce dernier dans son rapport indique que ses pertes sont de huit tués et dix blessés.